# 太田昭夫
太田 昭夫（おおた あきお、1930年〈昭和5年〉9月18日 - 1988年〈昭和63年〉7月11日）は、日本の彫刻家である。

## 概要
大阪市南区南阪町（現在の中央区）で生まれる。父は日本画家、祖父は漢学者という学者の家系であった。8歳頃から父の下で漢籍や芸術に親しみ、日本画や謡曲の手ほどきを受ける。1943年に大阪市立工芸学校に入学するが、1945年に大阪大空襲に遭い、一家は家財を失い母方の親戚の住む奈良へ転居した。翌1946年、奈良県が伝統工芸作家の養成を目指した工芸伝習生制度の第1回生（奈良県工芸伝習生木彫科）として木彫科に入学した。 19歳で卒業後、木彫作家として、とくに鹿をテーマとした作品の制作を発表し、1953年（昭和28年）には木彫「鹿」で第9回日展初入選を果たし、以後連続28回受賞を重ね高い評価を得た。作品は楠の一材からのみ痕を残して彫出し、彩色を施さずに仕上げるのが特徴である。 また16歳の時、富岡鉄斎の作品を見て感激し、鉄斎美術館に通ってその画風を学んだというほど、絵画作品も多く残している。

## 経歴
- 1949年 - 工芸伝習生卒業作品「少女座像」が第1回大阪市展入選以降多くの作品展で高い評価を得るようになる。
- 1953年 - 「鹿」で第9回日展初入選。芸術院会員の佐藤朝山の助手として働くことになり、彫刻の〈構造と動き〉について厳しく教えられる。
- 1954年 - 「神鹿」を第10回日展に出品。その後、奈良県からドワイト・D・アイゼンハワー米国大統領に贈られる。
- 1955年 - 「白鹿」が天理大学から中華民国蔣介石総統に贈られる。
- 1958年 - 奈良市般若寺に住宅を構える。駒リヨ（当時24歳）と結婚。
- 1959年 - 自宅裏にアトリエを建てる。長女・明子が生まれる。
- 1960年 - 「座鹿」が奈良市から西ドイツ首相・コンラート・アデナウアーに贈られる。
- 1961年 - 長男・健一が生まれる。
- 1965年 - 東大寺勧学院に通い「老子」の講義を受け、以後の思想に大きく影響を与える。
- 1966年 - 東大寺勧学院で仏教要論の講義を受け、以後数年にわたり受講する。
- 1972年 - 奈良県文化会館や大阪なんばの高島屋で個展を開催。以降複数回実施される。同年5月、ABC朝日放送で番組『彫刻する親と子』が放映される。
- 1977年 - TBS東京放送で番組『鹿を求めて30年』が放送される。
- 1978年3月 - 『太田昭夫作品集－祈りの芸術－』が刊行される。同年7月、NHKで番組『鹿を彫る』が放送される。
- 1981年7月 - NHKで番組『鹿を彫って30年』が放送される。同年12月、奈良市山稜町に太田研究所を設立し転居。
- 1982年7月 - 長女・明子が享年23歳で死去。同年9月、自宅を再び奈良市般若寺に戻し展示場を開設する。
- 1984年2月 - 奈良テレビで作品が放送される。妻・リヨが享年51歳で死去。
- 1985年2月 - 『照玄・太田昭夫随想集』が刊行される。
- 1987年3月 - 『照玄・太田昭夫の世界』が刊行される。
- 1988年7月11日 - 病により享年58歳で死去。
- 1990年 - 奈良県文化会館で「太田昭夫遺作展」が開催される。
- 2008年 - 実弟・太田佳男から奈良大学に作品が一括寄贈される。
- 2010年 - 奈良大学博物館で「太田昭夫木彫展」が開催される。
- 2016年 - 奈良市美術館で「奈良の街に眠る名品たち」が開催され一部作品が展示される。
- 2022年 - 奈良大学博物館で「鹿鳴呦呦―太田昭夫彫刻展―」が開催される。